# Czesława Bochyńska
Czesława Maria Bochyńska z domu Polaczyk  ps. Sarenka (ur. 1922, zm. 10 lutego 2007) – polska działaczka podziemia niepodległościowego, działaczka kombatancka, podporucznik, wdowa po dowódcy partyzanckim Józefie Kurasiu ps. „Ogień”.
Działała w Konfederacji Tatrzańskiej, a w 1945 wstąpiła do oddziału „Błyskawica” dowodzonego przez Kurasia.
Była drugą żoną „Ognia”, związek małżeński zawarli 21 kwietnia 1946 r. w kościele w Ostrowsku. Odbywające się na drugi dzień wesele na Górze Waksmundzkiej było manifestacją siły partyzantów. Po śmierci męża w 1947 r., przez wiele lat była zaangażowana w akcje mające na celu oczyszczenie jego imienia, oraz upamiętnienia zasług. W 2005 prezydent Lech Kaczyński uhonorował Czesławę Bochyńską Krzyżem Komandorskim Orderu Odrodzenia Polski. Swoją decyzję zasługami odznaczonej „w działalności na rzecz niepodległości Rzeczypospolitej Polskiej” oraz „za pracę społeczną w środowiskach kombatanckich”.